# Qualea elegans
Qualea elegans är en tvåhjärtbladig växtart som beskrevs av Paul Hermann Wilhelm Taubert och Raymond Benoist. Qualea elegans ingår i släktet Qualea och familjen Vochysiaceae. Inga underarter finns listade i Catalogue of Life.